# 科夫拉埃齊河
科夫拉埃齊河（烏克蘭語：Ковраєць），是烏克蘭的河流，位於該國中部，流經切爾卡瑟州，屬於蘇皮河的左支流，發源自佩特羅夫西科戈，河道全長42公里，流域面積203平方公里。